# 徐飞程等11人涉黑案件
徐飞程等11人涉黑案件，指2016年底至2018年底出現在中华人民共和国安徽省池州市貴池區和青陽縣等地的一起黑社會相关事件，是池州市首例涉黑案件。

## 历史
徐飞程，安徽省池州市贵池区殷汇镇人，2011年从浙江打工返乡，徐飞程就纠集社会闲杂人员试图在池州城区组建“飞程帮”。因公安机关严厉打击，“飞程帮”未能成功建立，徐飞程流亡上海从事赌博，曾在2013年和2016年因非法携带管制械具和吸毒被当地公安机关处理。2016年12月份，徐飞程回到池州，在貴池城區重新發展“飞程帮”组织，开始四处笼络社会闲杂人员，并开办赌场。其主要活动地区位於池州市主城区杏村东街、西街等繁华闹市。此后的一年多时间，該组织在貴池及周邊地區組織多起聚众斗殴、敲诈勒索、强迫卖淫等违法活动，共实施违法犯罪行为43起。
2017年7月21日，飞程帮主要成员蔡某某在闹市无故殴打未成年少女章雪，被当地居民周某等人制止，引起双方互殴。28日，周某等人来到闹市区，徐飞程亲自率领成员殴打周某。周某驾车离开，蔡某某投掷砖头砸中周某的汽车。
2017年10月下旬，贵池区乌沙中学有两名学生周某和陈某某发生口角。学生周某与蔡某某联系后，11月5日蔡某某和另外三名成员一起群殴陈某某，并威胁他以后不得靠近周某，扰乱当地教学秩序。
徐飞程要求每个成员必须以谈恋爱为名，引诱、欺骗女孩去KTV进行有偿陪侍，所获费用上交用于组织成员日常开支。该组织自2016年12月至2018年8月一共强迫19名在校16-18歲少女卖淫，稍有不从就拳脚相加。更有甚者，怀孕七个月仍然被徐飞程强制接客。
2018年1月18日上午0时30分，飞程帮成员徐某、胡某某等人在徐飞程的鼓动下，手持管制刀具，在杏村东街路口聚众斗殴，并造成四人受伤。

## 处理
2018年9月7日，貴池地方政府将該組織鎮壓。2018年12月29日上午，徐飛程被判二十年有期徒刑，并剥夺政治权利三年。2019年3月21日，池州市中级人民法院二审宣判，驳回徐飞程等人上诉，维持原判。